# Riel (Goirle)

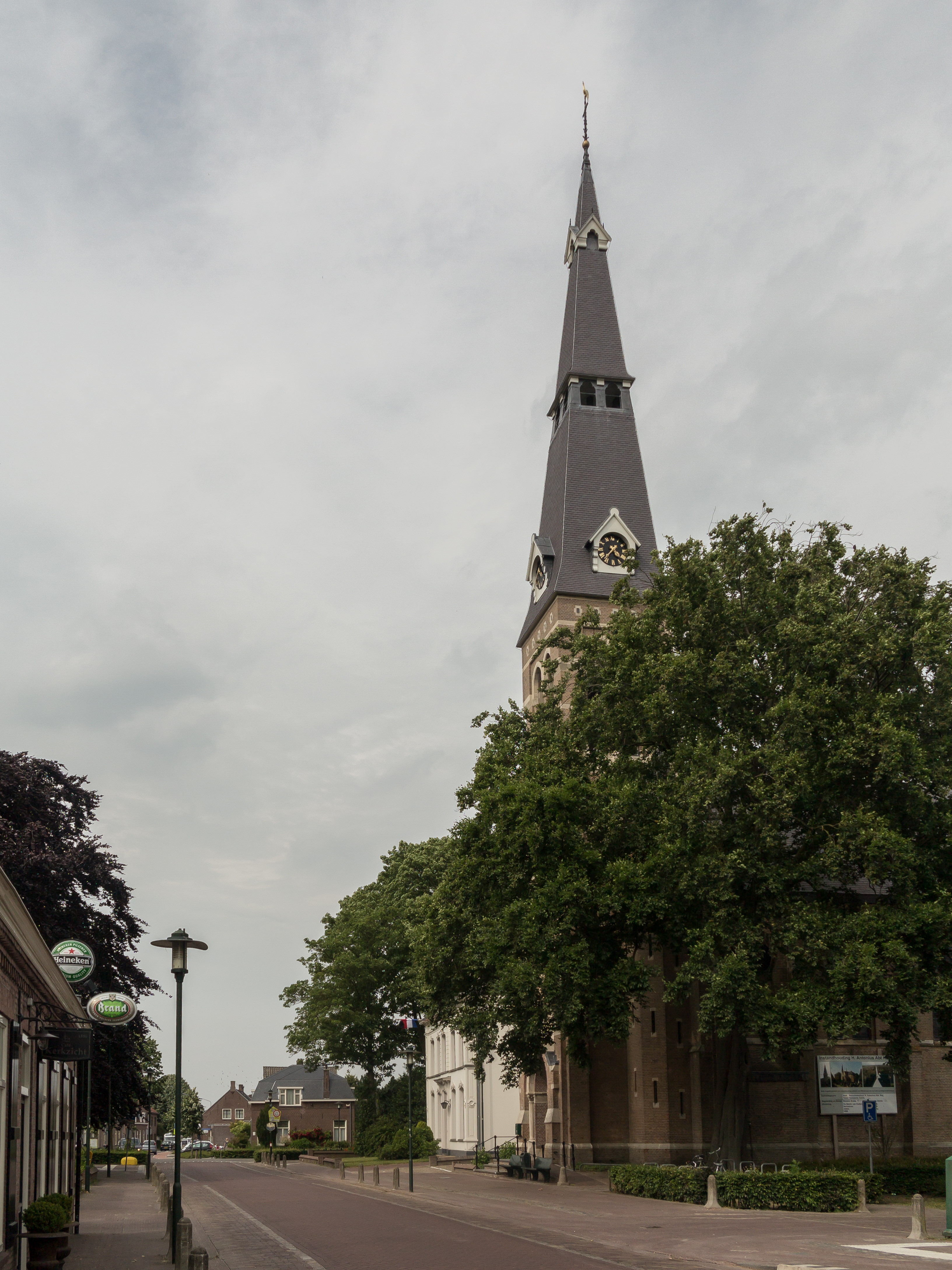
Riel, de Sint Antonius Abtkerk

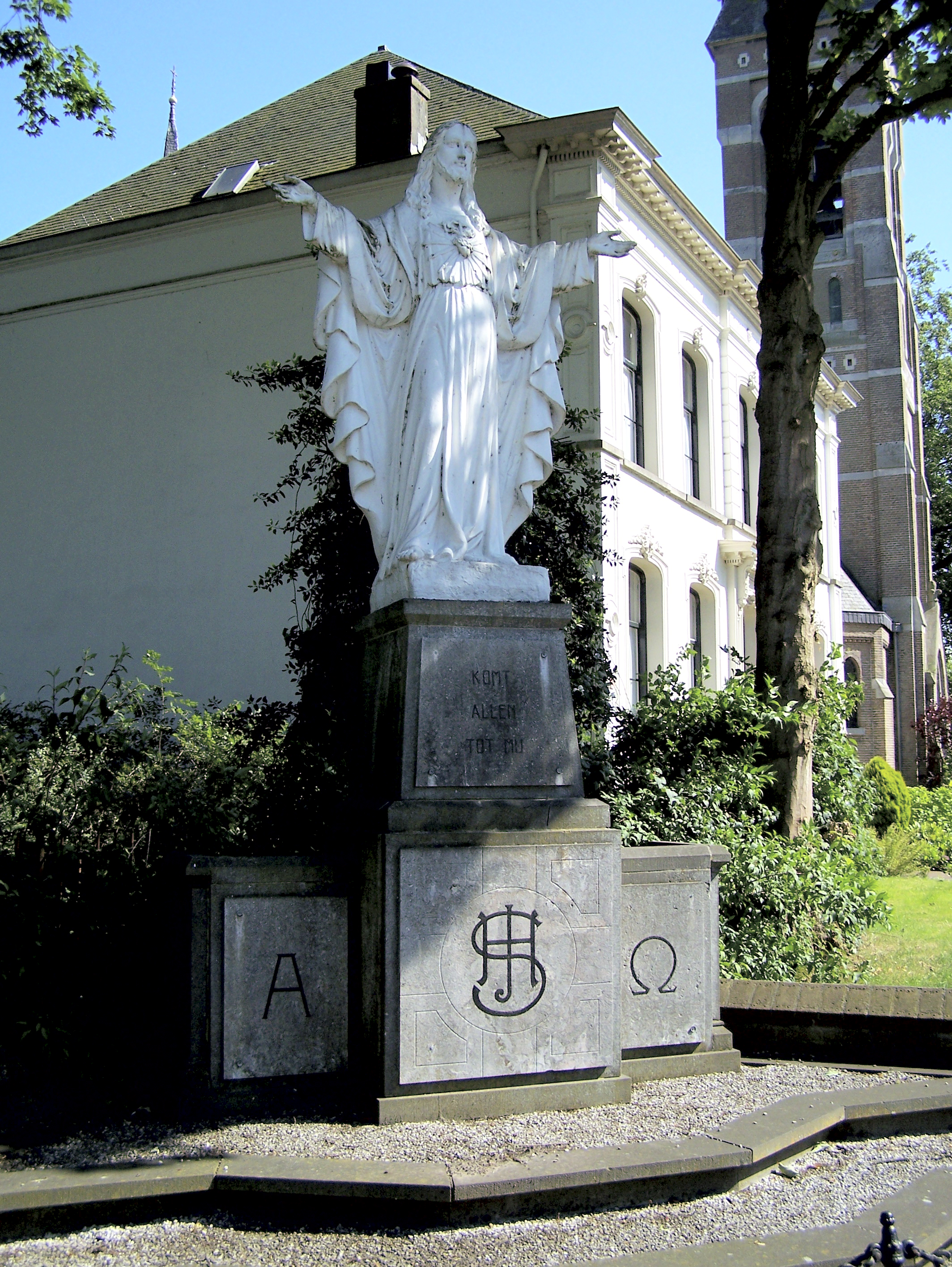
Christusbeeld langs de Kerkstraat in Riel

Riel is een dorp in de gemeente Goirle, ten zuiden van Tilburg, in de Nederlandse provincie Noord-Brabant. Het dorp behoorde tot 1997 bij de gemeente Alphen en Riel. Sindsdien behoort Alphen bij de gemeente Alphen-Chaam en Riel bij de gemeente Goirle. In het oosten grenst het dorp aan het beekdal van de Donge. Aan de westkant van Riel loopt het voormalige Bels Lijntje.

## Toponymie
Er zijn nogal wat betekenissen aangedragen over de herkomst en betekenis van de naam Riel. Riel wordt in 1310 Riele genoemd, in 1337 Ryle en in 1417 komt men de naam Ryele tegen. Voor de benaming Riel wordt bijvoorbeeld een herkomst gezocht in het middeleeuws Latijnse woord rigola, wat waterloop betekent en er wordt ook een verband gezocht met het oud middeleeuws woord rigil, wat richel of reling betekent. Meer aannemelijk echter is de verklaring dat de naam Riel ontstaan is uit rietlo,een samenstelling van de woorden riet en lo en dus riet op een open plek in het bos betekent.

## Geschiedenis
Riel is een typisch Brabants esdorp. De dorpen zijn hier niet, zoals in Drenthe, concentrisch van vorm, maar langgerekt. Deze z.g. kransakkerdorpen breidden zich uit naarmate de beschikbare bouwgrond rondom de akkers vol raakte. Nieuwe vestigingen vonden dan wat verderop aan de kronkelige weg rondom de akkers plaats. Dit nederzettingspatroon is in Riel goed bewaard gebleven. Een bijzonderheid is, dat de eerste ontginningsactiviteiten hier al in de 7e eeuw moeten hebben plaatsgevonden. De blokvormige verkaveling, waarbij akkers door hagen en houtwallen omheind werden om het vee te weren, is in Riel nog steeds te herkennen. In de eeuwen vóór het gebruik van kunstmest werden de akkers vruchtbaarder gemaakt door er zoden op te leggen die met dierlijke mest waren vermengd. Dit verklaart het holle, hoge karakter van de oude akkers.
De plaats Riel omvat de buurtschappen Brakel, Zandeind en Kerkeind. Laatstgenoemde buurtschap groeide uit tot het huidige dorp. Brakel is echter de oudste woonkern. Hier was reeds bewoning in de prehistorie en de Romeinse tijd. Op de Brakelse Heide werden in 1840 een 50-tal urnen opgegraven.
In de 12e eeuw was er in Riel een opleving in de ontginning van de woeste gronden, doordat de Abdij van Tongerlo zich daarop toelegde. De eerste schriftelijke vermelding van Riel stamt uit 1392 (locus qui dictur Riel). Bestuurlijk behoorde Riel toen tot het Kwartier van Oisterwijk van de Meierij van 's-Hertogenbosch. Gerechtelijk viel het onder de hoge heerlijkheid van Hilvarenbeek. Nimmer maakten inwoners van Riel deel uit van de schepenbank aldaar. Wél kende men vanaf 1480 een drietal gezworenen die zich met financiële zaken bezighielden.
Omstreeks 1540 werd de gehele omgeving, en ook Riel, geteisterd door de Gelderse troepen onder bevel van Maarten van Rossum.
Later, toen Brabant door de Staten-Generaal tot Generaliteitsland was verklaard en als een wingewest werd uitgebuit, hadden de boeren weinig reden en mogelijkheden om hun areaal uit te breiden. De meeste boerderijen ter plaatse dateren uit het einde van de 19e eeuw, omdat bij een grote brand in 1877 vele hoeven verloren gingen.
In 1444 werd te Riel een aan de Heilige Catharina gewijde kapel gebouwd door de Alphense pastoor Jan van Nieuland. Hij was tevens de eerste rector. Daarna werden de rectoren door de Abdij van Tongerlo benoemd. De parochie van Riel werd in 1520 afgesplitst van die van Alphen, en de kapel werd verheven tot parochiekerk, zodat de bewoners van Riel in hun eigen woonplaats konden trouwen en begraven worden. De Abdij van Tongerlo behield het patronaatsrecht tot 1824. Reeds in 1629 moest de kerk worden gesloten en werd de Mis opgedragen in de pastorie. In 1641 vertrok de pastoor wegens toegenomen onveiligheid naar Terheijden. De uitoefening van de katholieke godsdienst bleef verboden tot 1673. In dat jaar werd een schuurkerk betrokken die tegenover de oude kerk lag. In 1764 mocht de schuurkerk worden uitgebreid en in 1819 kregen de katholieken hun kerk weer terug. Deze werd in 1822 opnieuw in gebruik genomen. Op dat ogenblik woonden in Riel slechts vier protestanten. Later werd de kerk nog vergroot maar uiteindelijk werd een nieuwe kerk vóór de oude gebouwd: De huidige Antonius Abtkerk. Deze werd in 1897 ingewijd, waarna de oude kerk werd afgebroken.
In 1810 werd Riel bij Alphen gevoegd, dat echter deel uitmaakte van de Baronie van Breda en gerechtelijk onder Chaam viel. Alphen werd van Chaam losgemaakt en aldus ontstond de gemeente Alphen en Riel, waarbij Riel dus bestuurlijk onder Alphen viel. Riel had toen 342 inwoners. Op 1 januari 1997 werd Riel opnieuw van Alphen losgemaakt en ging behoren tot de gemeente Goirle.
Een in Riel voorkomende activiteit was het leerlooien. Het gebouw van de Leerlooierij Vermeulen, uit 1900, getuigt daar nog van.
Tegenwoordig is Riel vooral een forenzendorp. Veel mensen die er wonen werken in Tilburg of in de andere Brabantse steden.

## Bezienswaardigheden
- De Antonius Abtkerk[3] is een neogotische pseudobasilicale bakstenen kruiskerk uit 1895, die in 1925 nog is uitgebreid. Architect was Petrus Johannes van Genk. De kerk is geklasseerd als rijksmonument.
- Naast de kerk bevindt zich de pastorie met koetshuis uit 1873, terwijl in 1920 ook een Heilig-Hartbeeld werd geplaatst.
- In 2008 werd een standbeeld onthuld van de Duitse soldaat Karl-Heinz Rosch die in 1944 bij een beschieting het leven van twee Nederlandse kinderen uit Goirle redde. De 18-jarige soldaat kwam daarbij zelf om het leven.[4]

### Monumenten
Zie ook:
- Lijst van rijksmonumenten in Riel
- Lijst van gemeentelijke monumenten in Riel

## Natuur en landschap
Ten zuiden en oosten liggen uitgestrekte natuurgebieden, zoals de Regte Heide, het Riels Laag en Landgoed het Riels Hoefke. Omdat het beekdal van de Leij hier een uitgestrekt heide- en zandstuifgebied doorsnijdt, treft men er voor Nederlandse begrippen grote hoogteverschillen aan.
Ten westen van Riel ligt de Rielse Heide, die geheel ontgonnen is. In het oosten ligt de kom van Goirle, en ten noorden van Riel liggen de kom van Tilburg en het natuurgebied Kaaistoep.

## Verkeer en vervoer
Riel wordt ontsloten door de Turnhoutsebaan (N630) aan de oostkant. Vanaf de Turnhoutsebaan zijn drie afritten richting het dorp. Riel is via de A58 bereikbaar: de N630 sluit aan ter hoogte van afrit 11 (Tilburg-Centrum West).
Het busvervoer wordt verzorgd door Arriva met één lijn, namelijk de 137 richting Baarle-Nassau en Tilburg.

## Verenigingen
Verenigingen in Riel zijn onder meer:
- Voetbalvereniging VV Riel
- Bridgeclub Riel
- Scouting Bolstergroep Riel
- Tennisvereniging Riel
- Harmonie Muziek & Vriendschap Riel
- Handboogvereniging E.M.M. Riel

## Nabijgelegen kernen
Goirle, Tilburg, Gilze, Alphen